# Gina Lückenkemper
Gina Lückenkemper (født 21. november 1996) er en tysk sprinter, der konkurrerer indenfor for 200-meterløb og 100-meterløb.
Lückenkemper største bedrift skete, da hun sikrede sin første EM-guldmedalje ved EM i atletik 2022 i München på 100-meter med en tid på 10,99 sekunder. Hun har ligeledes deltaget ved tre Olympiske lege i 2016 i Rio de Janeiro, 2020 i Tokyo og 2024 i Paris. Ved legene i Paris var hun også en del af det tyske stafethold, der højest overraskende sikrede sig en bronzemedalje i 4×100 meter stafetløb.